# セイブ電子
セイブ電子（セイブでんし）は個人事業所として武藤晴男が電線ハーネス加工を経験に1996年（平成8年）に福島県双葉郡浪江町鬼久保にて発足。
1997年に業務拡大とともに同町漆原地内に工場を移転。本社は同町南津島に置く。
2008年には年商5,000万円、従業員数25名となった。
2011年3月11日に東日本大震災により会社とも避難した。震災以降会社休止状態が続いた。現在は休業のまま福島県郡山市で再起を画策途中。
| スタブアイコン | サブスタブ | この項目は、まだ閲覧者の調べものの参照としては役立たない、企業に関連した書きかけの項目です。この項目を加筆・訂正などしてくださる協力者を求めています（PJ:経済）。 |